# Chlamydojatropha kamerunica
Chlamydojatropha es un género monotípico de plantas perteneciente a la familia  Euphorbiaceae. Su única especie: Chlamydojatropha kamerunica es originaria de Camerún.

## Taxonomía
Chlamydojatropha kamerunica fue descrito por Pax & K.Hoffm. y publicado en Das Pflanzenreich IV. 147 VI(Heft 57): 125. 1912.